# Кам'яний міст (Калуга)

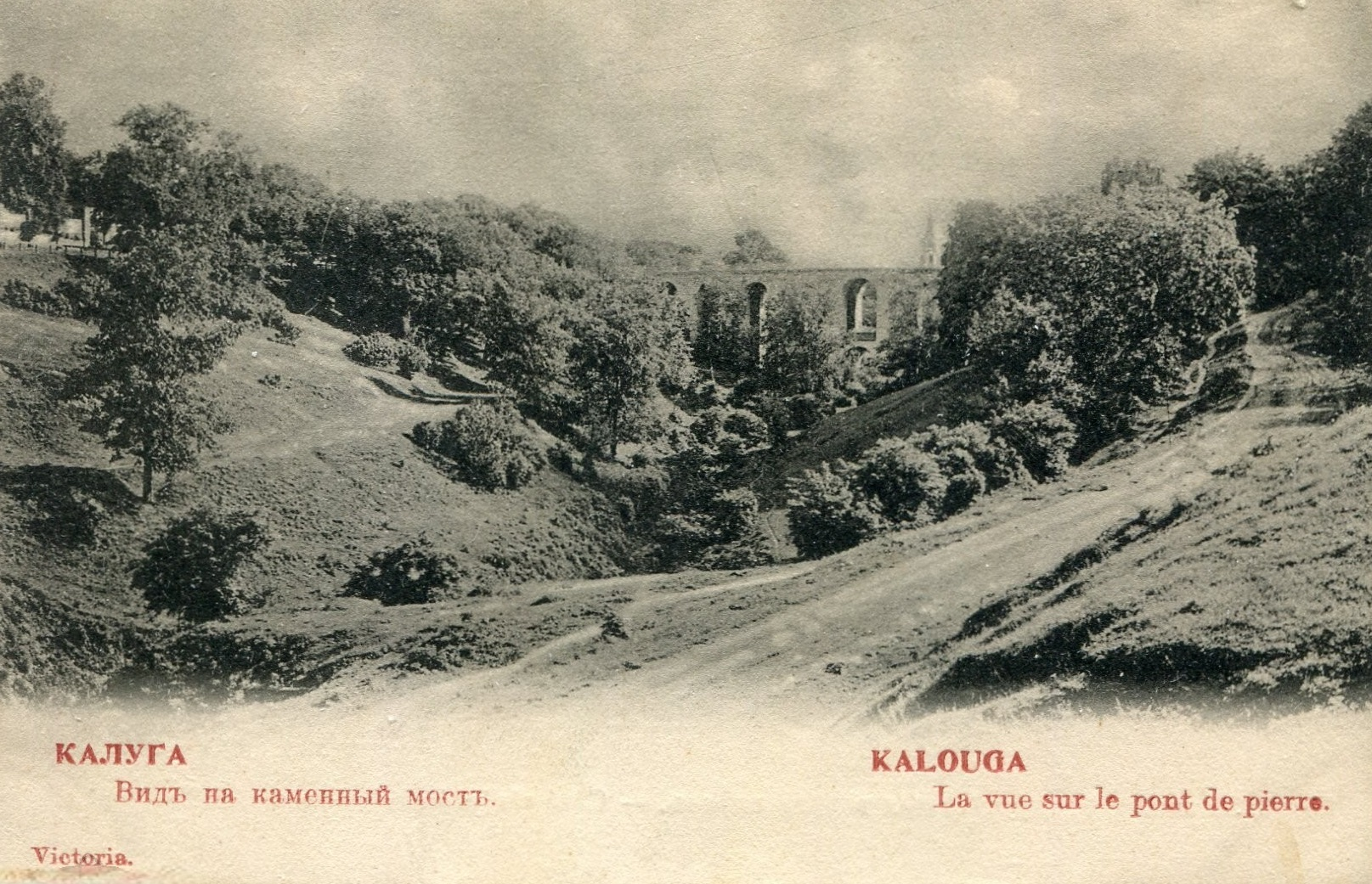
Кам'яний міст на початку ХХ століття

Кам'яний міст через Березуйський яр в Калузі — найстаріший кам'яний віадук в Росії. Міст був побудований в 1785 році, за часів першого губернатора Калузького намісництва Михайла Кречетнікова. Об'єкт культурної спадщини народів Росії федерального значення.

## Історія та опис
Проект мосту був розроблений архітектором Петром Романовичем Нікітіним в стилі російського класицизму. Будівництво розпочалося в 1777 році і тривало до 1780 року. Довжина конструкції — близько 160 м, висота — близько 20 м. Міст опирається на 15 великих кам'яних арок, три центральні арки зроблені в 2 поверхи. Після завершення будівництва біля мосту було побудовано 28 торгових кам'яних крамниць. У 40-вих роках XIX століття їх розібрали і замінили чавунними кованими решітками.
Яр, через який проходить кам'яний міст, за розпорядженням губернатора Миколи Смірнова, укріплений зеленими насадженнями. Дном яру протікав струмок Березуйка. У 1910 році дорожнє полотно було залите залізобетоном.

## Ремонт
У 1975 році міст зібралися ремонтувати (визнали непридатним для експлуатації), але з державного бюджету гроші не надійшли; повторна експертиза виявила його придатність до подальшого використання.
10 квітня 2009 року, при проведенні робіт із заміни лампочок, відбулося незначне обвалення пішохідної частини мосту, внаслідок чого міст закрили: спочатку для руху транспорту, а потім і для пішоходів. Рішенням уряду РФ були виділені кошти для його обстеження та реставрації.
16 лютого 2010 року відбулося урочисте відкриття Кам'яного мосту після реставрації. На церемонії були присутні спікер Держдуми Росії Борис Гризлов, представники міської та обласної адміністрацій, інші офіційні особи і, звичайно ж, численні містяни. За стародавньою традицією, першою мостом проїхала кінська упряж, а потім — тролейбус. У своєму виступі з нагоди знаменної події губернатор Калузької області Анатолій Артамонов відзначив заслугу будівельників, реставраторів та інших фахівців, які брали участь у проведенні реставрації мосту. «Архітектор Нікітін міг би пишатися своїми нащадками, які зберегли цю унікальну споруду», — сказав губернатор.
Передбачалося, що ремонтно-реставраційні роботи Кам'яного мосту будуть продовжені, оскільки необхідно здійснити перекладку білокам'яного карниза і лицьової кладки фасадів, провести благоустрій території. У планах — благоустрій Березуйського яру: влада хоче очистити його від заростей, відкривши вид на міст, зробити кілька оглядових майданчиків для відвідувачів.

## Традиції
За однією з міських традицій, після реєстрації шлюбу молодий чоловік повинен пронести дружину на руках через міст. Інша традиція молодят — вішати замок на перила мосту, а ключ викидати в яр, щоб шлюб був міцнішим. Однак після обвалення частини мосту в 2009 році й у зв'язку з подальшою реконструкцією, міська влада заборонила молодятам вішати замки. Щоб не змінювати традицію, з цією метою встановили спеціальне металеве дерево на Золотій алеї — вулиці Карла Маркса, котра проходить уздовж Березуйського яру.